# Relaciones Arabia Saudita-Guatemala
Las relaciones Guatemala-Arabia Saudita son las relaciones internacionales entre el Reino de Arabia Saudita y la República de Guatemala. Los dos países establecieron relaciones diplomáticas el 21 de abril de 2017.

## Relaciones diplomática
Los gobiernos de Guatemala y de Arabia Saudita establecieron relaciones diplomáticas, tal y como se establece en la Convención de Viena de 1961, en abril de 2017. Esto se dio entre los embajadores permanentes de los dos países ante la Organización de Naciones Unidas en Nueva York, Jorge Skinner-Klée Arenales y Abdallah, Yahya A. Al-Mouallimi, respectivamente, señalaron que el objetivo de la medida es ampliar la presencia de Guatemala en el contexto internacional y con el deseo de fortalecer las relaciones de amistad y de cooperación, en las áreas políticas, económicas y culturales. Se espera que en los próximos años se establezca una embajada residente para Arabia Saudita. La principal exportación de Guatemala a Arabia Saudita es el cardamomo. Inicialmente Arabia Saudita mantenía a su embajador concurrente para Guatemala desde Nueva York, al igual que Guatemala.
A mediados de 2019, Arabia Saudita estableció a su embajador residente en México como concurrente para Guatemala, mientras que Guatemala designó a su embajador residente en los Emiratos Árabes Unidos como concurrente para Arabia Saudita.
El 10 de mayo de 2023, el ministro de Relaciones Exteriores de Arabia Saudita Faisal bin Farhan Al Saud llegó a Ciudad de Guatemala para participar en la IX Cumbre de Asociación de Estados del Caribe de Antigua Guatemala en su calidad de estado observador. Es la primera visita de un funcionario de alto rango de Arabia Saudita a Guatemala.